# Téléconduite d'un réseau électrique
La téléconduite d’un réseau électrique est l'action de surveiller et de piloter un ensemble d’équipements géographiquement dispersés sur un réseau électrique. 
La téléconduite nécessite un (ou plusieurs) système de contrôle et d'acquisition de données (SCADA) qui regroupe de nombreux matériels de télécommunication et de fonctions destinés à l’acquisition, au traitement, à la transmission et à la visualisation des informations nécessaires à l’exploitation de ces équipements (réf.CEI 60870-1-1).

## Définition
D’après la Commission électrotechnique internationale (CEI Vocabulaire Electrotechnique International – CEI60050 - Chapitre 371-01-01 : Téléconduite), la téléconduite est la « Conduite à distance du fonctionnement d’une installation, utilisant la transmission d’informations à l’aide de télécommunication. Note : la téléconduite peut comprendre toute combinaison de moyens de commande, d’alarme, de signalisation, de mesure, de protection et de déclenchement ; l’utilisation de messages parlés est exclue ».
Le système de téléconduite comprend :
- les informations nécessaires à l'exploitation des équipements des postes électriques (positions des organes de coupures, alarmes…) ;
- les commandes d’ouverture, de fermeture, de réglage ;
- les informations nécessaires à l'exécution en toute sécurité de ces commandes ;
- les mesures permettant une gestion efficace des mouvements d'énergie ;
- les valeurs de consigne nécessaires pour garantir l’équilibre production/consommation.

## Structure
L'acquisition de données se fait à l'aide de contacts, de transformateurs de mesure ou de transducteurs au plus près des installations électriques. De façon symétrique, les ordres sont transmis à l'aide de relais tout-ou-rien ou de boucles de courant. Ces informations sont captées par une unité terminale distante (ou RTU pour remote transmission unit en anglais) et numérisées. Elles sont alors envoyées via un réseau de transmission aux niveaux supérieurs, typiquement des systèmes de contrôle et d'acquisition de données (SCADA) des dispatchings régionaux et nationaux où sont menées les opérations de conduite du réseau électrique. Suivant la structure du réseau, il peut y avoir de nombreux niveaux de conduite (deux en France, mais jusqu'à sept en Inde (en)).

Réseau de téléconduite.

## Protocoles
Entre les unités terminales distantes des postes et les SCADA de dispatching, le protocole 60870-5-104 est couramment employé. Il s'agit de la version compatible avec les réseaux IP du protocole 60870-5-101 utilisé précédemment. En France, le protocole HNZ a été développé par EDF et reste encore utilisé sur une partie des postes.
Dans le futur, le protocole 61850, déjà utilisé à l'intérieur des postes électriques et entre les postes, pourrait devenir le nouveau standard entre le SCADA et l'unité terminale distante sous l’appellation 61850-90-2. Les protocoles DNP 3.0 voir Modbus sont également utilisés, notamment en Amérique du Nord.
Pour les communications entre SCADA, que ce soit entre dispatching d'une même entreprise ou entre différents acteurs (gestionnaire de réseau, producteur...), le protocole ICCP appelé TASE.2 (CEI 60870-6) en Europe est la norme.

## Historique

### En France
Le Conservatoire des Télécommunications du Réseau Électrique français retrace les différentes étapes de la mise en œuvre de la téléconduite du réseau électrique français.
Dès 1947, la remontée d'information depuis certains postes est mise en place.
En 1973, le SDART (Schéma Directeur de l’Automatisation du Réseau de Transport) prévoit la mise en œuvre d'un réseau de téléconduite complet entre les postes électriques, les groupements de maintenance et les dispatchings régionaux et nationaux.
Le palier "Téléconduite 2000" lui succèdera vers 1997 avec la mise en œuvre de nouveaux outils de maintenance (PEXI : Pupitre d'EXploitation Informatisé, SRC : Système Régional de Conduite - THALES, SNC : Système National de Conduite - ATOS).
En 2017, RTE contractualise avec ATOS/ABB le remplacement des systèmes de conduite des dispatchings dans le cadre du projet StanWay et par ailleurs, en interne RTE des systèmes de supervision des matériels dans le cadre du projet PLASMA.